# Lucas Janson (Schauspieler)
Lucas Janson (* 1990 in München) ist ein deutscher Schauspieler.

## Leben
Lucas Janson wuchs in der Nähe von Frankfurt am Main auf. Erste Theatererfahrungen machte er am „English Theatre Frankfurt“ sowie als Regieassistent am Schauspielhaus Wien in der Produktion Kreisky – wer sonst? in der Regie von Bastian Kraft.
Von 2011 bis 2014 studierte er zunächst im Studiengang „Theater und Medien“ an der Universität Bayreuth. Seine Schauspielausbildung absolvierte er von 2014 bis 2018 an der Folkwang Universität der Künste in Bochum/Essen. Während seiner Ausbildung gastierte er u. a. am Schauspielhaus Bochum und am Thalia Theater in der Gaußstrasse in Hamburg. Im September 2016 verkörperte er den Benedict in Viel Lärm um nichts bei einem Auslandsgastspiel der Folkwang Universität der Künste am Al-Kasaba-Theater in Ramallah (Palästina).
Seit der Spielzeit 2018/19 ist Lucas Janson festes Ensemblemitglied am Theater Heilbronn. Dort trat er u. a. als Claudio Viel Lärm um nichts, als Milo Tindle in Anthony Shaffers Kriminalkomödie Revanche und als Tobias in einer Bühnenfassung von Lukas Rietzschels Roman Mit der Faust in die Welt schlagen auf. In der Spielzeit 2021/22 spielt er am Theater Heilbronn den Seppel in einer Bühnenfassung des Räuber Hotzenplotz.
Janson übernahm auch einige Film- und TV-Rollen. In Alles auf Tod, dem 4. Film der ZDF-Krimireihe Herr und Frau Bulle, der im April 2021 erstausgestrahlt wurde, spielte er Umeir Bekin, den Sohn des getöteten Geschäftsführers einer Spielhalle in Berlin-Kreuzberg.
Lucas Janson ist Mitglied im Bundesverband Schauspiel (BFFS) und Mitglied der Genossenschaft Deutscher Bühnen-Angehöriger (GDBA). Er lebt in Heilbronn.

## Filmografie (Auswahl)
- 2011: Aschenputtel (Fernsehfilm)
- 2021: Herr und Frau Bulle: Alles auf Tod (Fernsehreihe)
- 2023: Kommissarin Lucas – Du bist mein (Fernsehreihe)
- 2023: Polizeiruf 110: Little Boxes (Fernsehreihe)
- 2023: Kommissarin Lucas – Helden wie wir (Fernsehreihe)
- 2023: Kommissarin Lucas – Finale Entscheidung (Fernsehreihe)
- 2025: In Wahrheit: Für immer Dein (Fernsehreihe)